# Dergano

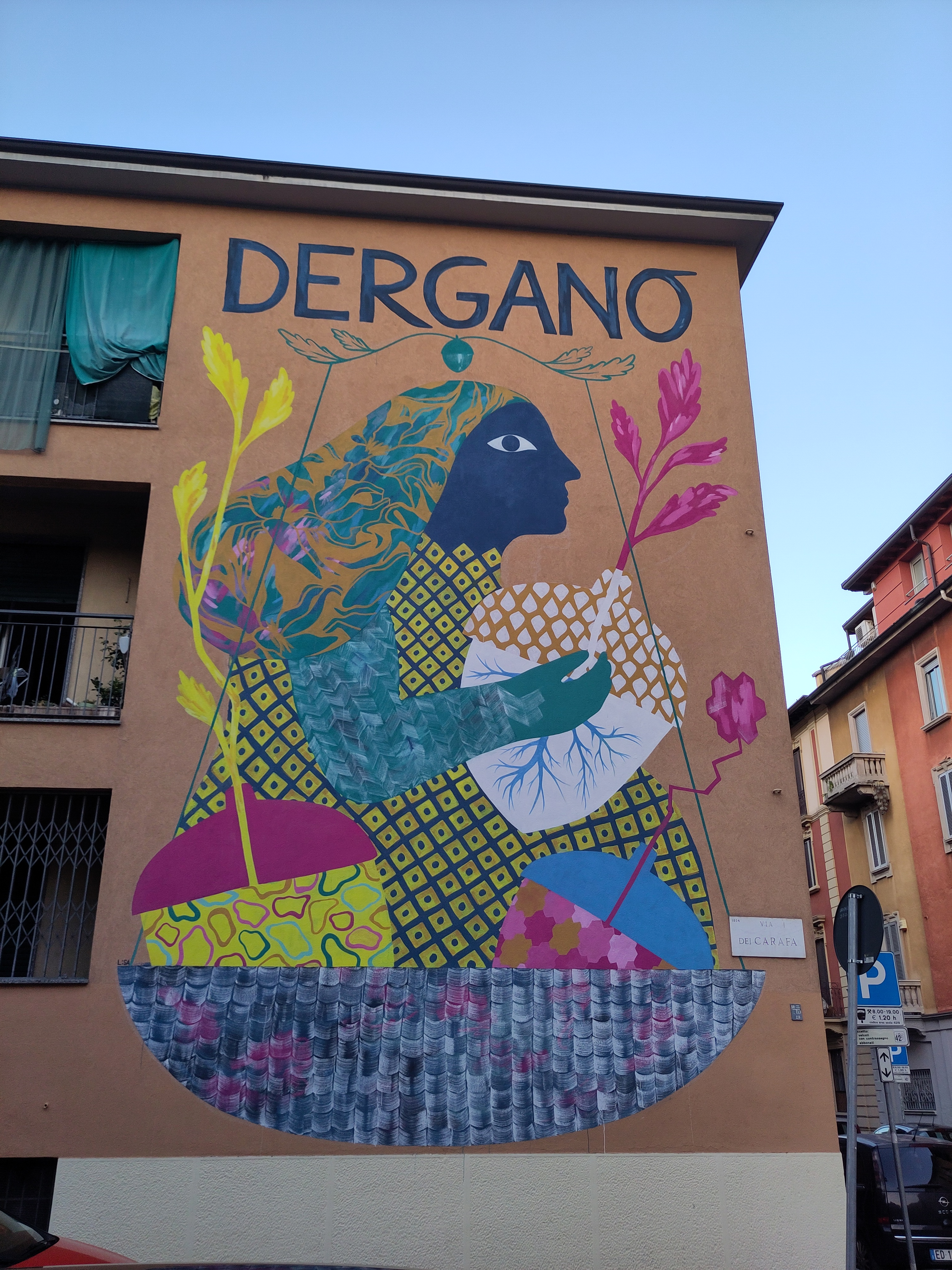
Wandgemälde in Dergano (Mailand), geschaffen von der Gemeinde und dem Verein L'amico Charlie

Dergano (lombardisch Derghen ['dɛrgen]) ist ein Stadtteil der norditalienischen Großstadt Mailand. Er befindet sich im Norden der Stadt und gehört zum 9. Stadtbezirk.

## Geschichte
Die erste Erwähnung der zum Pfarrbezirk Bruzzano gehörenden Gemeinde Dergano ist 1283 datiert.
1808 wurde Dergano per Napoleonischen Dekret mit vielen anderen Vororten nach Mailand eingemeindet. Mit der Wiederherstellung des Österreichischen Herrschafts wurde die Gemeinde Dergano 1816 wieder selbstständig.
An der Gründung des Königreichs Italien (1861) zählte die Gemeinde Dergano 851 Einwohner. Nur wenige Jahre später, 1868, verlor Dergano endgültig ihre Selbstständigkeit und wurde in die Gemeinde Affori eingemeindet, die ebenfalls 1923 in die Stadt Mailand eingemeindet wurde.